# Finał Grand Prix IAAF 2001
17. Finał Grand Prix IAAF – zawody lekkoatletyczne, które odbyły się 9 września 2001 w Melbourne.

## Rezultaty

### Mężczyźni
| Konkurencja           | Złoto                              | Złoto   | Srebro                                   | Srebro  | Brąz                                 | Brąz    |
| --------------------- | ---------------------------------- | ------- | ---------------------------------------- | ------- | ------------------------------------ | ------- |
| 200 m                 | Shawn Crawford · Stany Zjednoczone | 20.37   | Bernard Williams · Stany Zjednoczone     | 20.39   | Francis Obikwelu · Nigeria           | 20.52   |
| 800 m                 | André Bucher · Szwajcaria          | 1:46.71 | Jurij Borzakowski · Rosja                | 1:46.78 | Jean-Patrick Nduwimana · Burundi     | 1:46.88 |
| 1500 m                | Hicham El Guerrouj · Maroko        | 3:31.25 | Bernard Lagat · Kenia                    | 3:32.10 | William Chirchir · Kenia             | 3:34.06 |
| 3000 m                | Paul Bitok · Kenia                 | 7:53.85 | Kenenisa Bekele · Etiopia                | 7:54.39 | Luke Kipkosgei · Kenia               | 7:57.39 |
| 3000 m z przeszkodami | Brahim Boulami · Maroko            | 8:16.14 | Reuben Kosgei · Kenia                    | 8:17.64 | Stephen Cherono · Kenia              | 8:18.85 |
| 110 m przez płotki    | Anier García · Kuba                | 13.22   | Allen Johnson · Stany Zjednoczone        | 13.28   | Dominique Arnold · Stany Zjednoczone | 13.43   |
| Skok w dal            | Younés Moudrik · Maroko            | 8.23 SB | Savanté Stringfellow · Stany Zjednoczone | 8.19    | Ołeksij Łukaszewycz · Ukraina        | 7.93    |
| Rzut dyskiem          | Virgilijus Alekna · Litwa          | 64.42   | Aleksander Tammert · Estonia             | 63.87   | Frantz Kruger · Południowa Afryka    | 63.61   |
| Rzut oszczepem        | Jan Železný · Czechy               | 88.98   | Ēriks Rags · Łotwa                       | 85.75   | Boris Henry · Niemcy                 | 85.43   |

### Kobiety
| Konkurencja        | Złoto                                   | Złoto     | Srebro                                                  | Srebro  | Brąz                              | Brąz    |
| ------------------ | --------------------------------------- | --------- | ------------------------------------------------------- | ------- | --------------------------------- | ------- |
| 200 m              | Myriam Léonie Mani · Kamerun            | 22.93     | Debbie Ferguson · Bahamy                                | 23.00   | Juliet Campbell · Jamajka         | 23.15   |
| 800 m              | Maria Mutola · Mozambik                 | 1:59.78   | Kelly Holmes · Wielka Brytania                          | 2:00.02 | Stephanie Graf · Austria          | 2:00.40 |
| 1500 m             | Violeta Szekely · Rumunia               | 4:03.46   | Carla Sacramento · Portugalia                           | 4:04.41 | Natalia Gorełowa · Rosja          | 4:06.48 |
| 3000 m             | Tatjana Tomaszowa · Rosja               | 9:30.39   | Leah Malot · Kenia                                      | 9:31.41 | Olga Jegorowa · Rosja             | 9:31.82 |
| 400 m przez płotki | Tonja Buford-Bailey · Stany Zjednoczone | 54.58     | Tetiana Tereszczuk-Antipowa · Ukraina                   | 54.78   | Sandra Glover · Stany Zjednoczone | 55.01   |
| Skok wzwyż         | Hestrie Cloete · Południowa Afryka      | 1.98      | Inha Babakowa · Ukraina · Amy Acuff · Stany Zjednoczone | 1.96    |                                   |         |
| Skok o tyczce      | Stacy Dragila · Stany Zjednoczone       | 4.50      | Swietłana Fieofanowa · Rosja                            | 4.45    | Kellie Suttle · Stany Zjednoczone | 4.45    |
| Trójskok           | Tereza Marinowa · Bułgaria              | 14.77     | Tatjana Lebiediewa · Rosja                              | 14.61   | Françoise Mbango Etone · Kamerun  | 14.47   |
| Pchnięcie kulą     | Astrid Kumbernuss · Niemcy              | 18.94     | Nadzieja Astapczuk · Białoruś                           | 18.82   | Swietłana Kriwieliowa · Rosja     | 18.21   |
| Rzut młotem        | Kamila Skolimowska · Polska             | 71.71 WJR | Bronwyn Eagles · Australia                              | 68.38   | Olga Kuzienkowa · Rosja           | 68.27   |

## Występy reprezentantów Polski
W zawodach startowało czterech zawodników z Polski

### Mężczyźni
Rzut oszczepem
Dariusz Trafas z wynikiem 80,06 zajął 7. miejsce

### Kobiety
Bieg na 1500 m
Lidia Chojecka z wynikiem 4:09,67 zajęła 4. miejsce
Skok o tyczce
Monika Pyrek z wynikiem 4,20 zajęła 4. miejsce
Rzut młotem
Kamila Skolimowska wynikiem 71,71 ustanowiła nowy rekord świata juniorów i zajęła 1. miejsce

## Klasyfikacja punktowa cyklu Grand Prix 2001

### Mężczyźni
| Pozycja | Zawodnik           | Punkty |
| ------- | ------------------ | ------ |
| 1.      | André Bucher       | 102    |
| 2.      | Allen Johnson      | 101    |
| 3.      | Hicham El Guerrouj | 100    |

### Kobiety
| Pozycja | Zawodniczka                 | Punkty |
| ------- | --------------------------- | ------ |
| 1.      | Violeta Szekely             | 116    |
| 2.      | Maria Mutola                | 105    |
| 3.      | Tetiana Tereszczuk-Antipowa | 96     |